# Лисагор, Соломон Абрамович
Соломо́н (За́лман) Абра́мович Лисаго́р (при рождении Залман-Ицхок Лисагор; 24 мая 1898, Рига, Российская Империя — 1937 год, место смерти неизвестно) — советский архитектор-конструктивист, соратник и соавтор архитектора М. Гинзбурга. Среди наиболее известных его проектов — дом-коммуна «Рабочий» в городе Саратове, СССР.

## Биография
Залман Абрамович Лисагор родился в Риге в еврейской купеческой семье. Его отец Абрам Соломонович Лисагор (1866—1941), уроженец Друи, занимался мануфактурой древесины (погиб в Рижском гетто вместе с семьями дочерей Дины, Суламифи и Блюмы); мать — Мерка Иоселевна Левина (1874—1941) также погибла в Рижском гетто. Родители заключили брак в 1895 году в Риге. Семья жила на Тургеневской улице, дом № 5.
Учился в МПИ (Московский политехнический институт), МИГИ (Московский институт гражданских инженеров), МИСИ (Московский инженерно-строительный институт). Все — в составе МВТУ (Московское высшее техническое училище). В 1928 окончил МИСИ.
Восемь лет успешно работал, но в 1936 году во время большого террора был необоснованно арестован и в 1937 году был приговорён — 10 лет заключения. Умер в заключении. Как описываются дни 1936 г.:

Когда 13 февраля 1936 г. на заседании секретариата оргкомитета ССА выступал бывший соавтор М. Гинзбурга, конструктивист С. А. Лисагор, то, защищаясь от выдвинутых против него обвинений, он особенно возражал против термина «механист» — видимо, тогда это было серьезное обвинение. «Я держал под рукой, — говорил С. Лисагор, — и Мацу (И. Л. Маца, известный критик-марксист. — В. П.), и Маркса, и Энгельса… и мне после этого говорят, что я механист» (Стенограмма, л. 203—206). Но тот, кто в культуре 2 был однажды назван механистом, был обречен. Вскоре после заседания С. Лисагор был арестован, а в сентябрьском номере «Архитектуры СССР» он уже фигурировал в одном ряду с М. Охитовичем: «…вспомним троцкистов Лисагора, Охитовича, выступавших со своими троцкистскими „теорийками“ на архитектурном фронте» (АС, 1936, 9, с. 2). Характерно это «вспомним» — М. Охитович был арестован, по-видимому, вскоре после (или незадолго до) его исключения из ССА 31 марта 1935 г., С. Лисагор был арестован между 13 февраля и сентябрем 1936 г., но культура успела их забыть. Через некоторое время культура будет уже не в состоянии их вспомнить, их имена будут вычеркнуты из архивных стенограмм, журналы с их статьями будут изъяты из библиотек. Их для культуры как бы никогда и не существовало.
На Востряковском еврейском кладбище в Москве есть могила Лисагора и памятник, на котором сказано, что там же захоронена Нина Львовна Шер (1906—1986). Это его жена, которую через год после него тоже арестовали и осудили на пять лет лагерей. Могила Лисагора — символическая, устроенная их сыном согласно еврейской традиции.

## Семья
- Сёстры — Лия Лисагор (1901, Рига — 1992, Москва), инженер-технолог, автор монографий «Производство сдобного печенья и вафель» (1952) и «Производство тортов, пирожных, кексов и рулетов» (обе с Е. А. Полуэктовой, 1963); Блюма (1903, Рига — 1941, Рига, погибла в гетто); Суламифь (1909, Рига — 1941, Рига, погибла в гетто); Башева (в России и позже в СССР — София; 1896, Рига — 1980, Москва); Дина (1899, Рига — 1941, Рига, погибла в гетто)
- Брат — Иосиф Абрамович Лисагор (1910, Рига —1987, Москва), архитектор.
- Жена — Нина Львовна Шер, 1906—1986.
  - Сын — Марк Соломонович Лисагор, инженер, кандидат технических наук (1965)[12], автор монографий «Автоматические анализаторы качества» (с Л. Н. Нисманом и М. Х. Ланцманом, 1962), «Автоматические анализаторы фракционного состава» (1963), «Промышленные автоматические анализаторы качества технологических продуктов» (с А. Е. Бершадским, 1967), «Организационно-технологическая автоматизированная система управления нефтедобывающим производством» (с соавторами, 1979).

## Избранные проекты и постройки

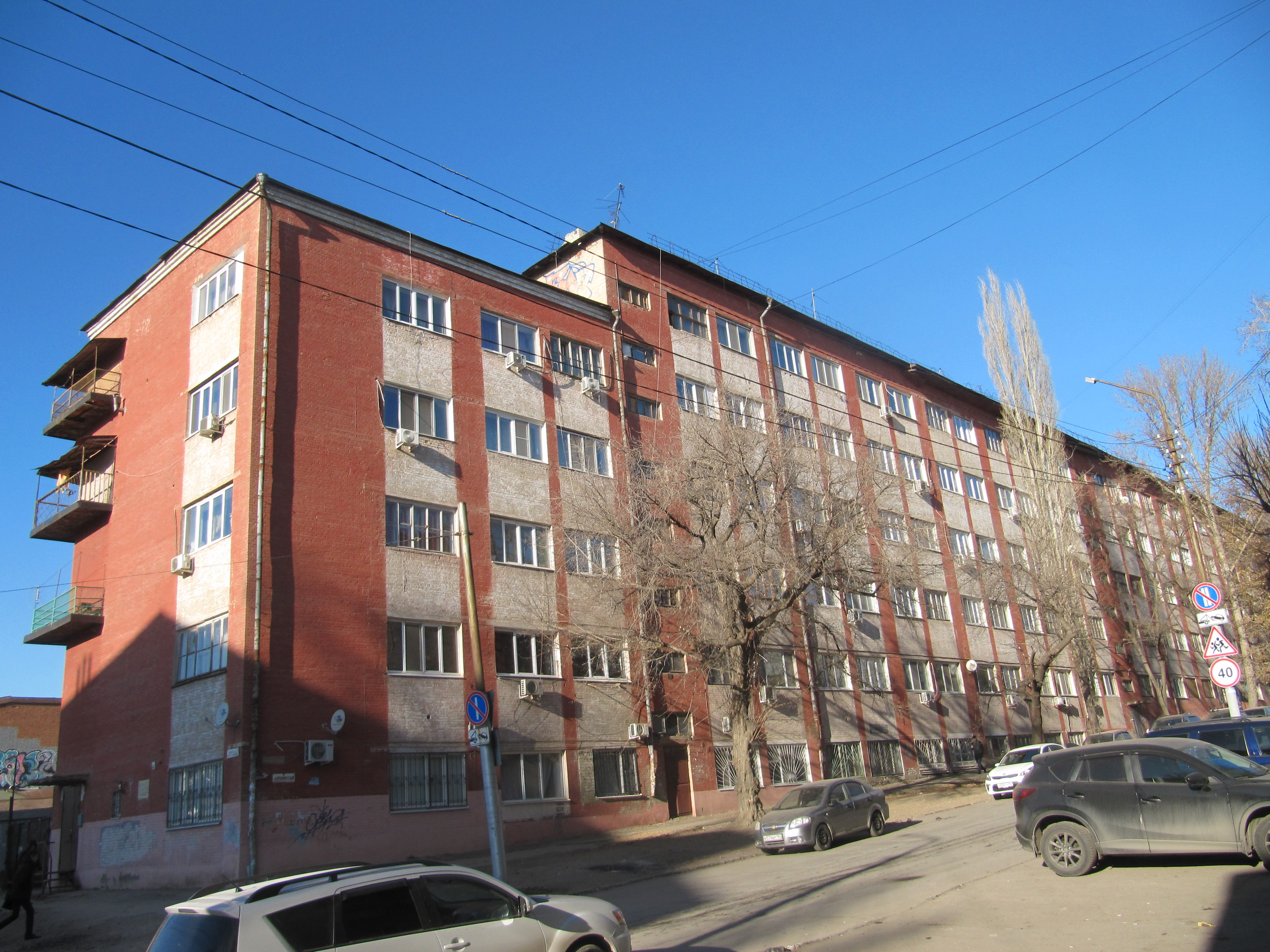
Дом-коммуна «Рабочий», ул. Провиантская 7, Саратов

- Жилой дом-коммуна «Рабочий» в Саратове, улица Провиантская 7, (1928—1929, с Е. Поповым)
- Общежитие рабочих ватной фабрики в Ростокине, Москва (1928—1930, с М. Гинзбургом) (проспект Мира, 186)
- Разработка встроенного оборудования жилой ячейки типа F для здания Жилой комплекс РЖСКТ «Показательное строительство» на Гоголевском бульваре в Москве (1929—1930)
- Сборные жилые дома для Центросоюза (1931, под руководством М. Гинзбурга)
- Конкурс на проект Дворца Советов в Москве (1931—1932, совместно с М. Гинзбургом и Г. Гассенпфлугом)
- Разработка комплексного проекта района Большой Уфы (1932, соавтор)
- Конкурс на проект здания Наркомтяжпрома в Москве (1934, совместно с М. Гинзбургом)
- Санаторий им. С.Орджоникидзе в Кисловодске (1937, совместно с М. Гинзбургом).

## Комментарии
1. ↑  По другим данным, дата смерти — 1938 год[4]